# Radoišće
 Radoišće  falu Horvátországban Zágráb megyében. Közigazgatásilag Szentivánzelinához tartozik.

## Fekvése
Zágrábtól 35 km-re, községközpontjától  10 km-re északkeletre, az A4-es  autópálya közelében fekszik.

## Története
A települést birtokosa gróf Zrínyi György alapította a 17. század elején a rakovaci uradalom területén, 1630-ban "villa Radoische" alakban szerepel először az uradalom urbáriumában. 
A falunak 1857-ben 244,  1910-ben 500 lakosa volt. Trianonig Zágráb vármegye Szentivánzelinai járásához tartozott. 2001-ben 295 lakosa volt.

## Lakosság
| Lakosság változása | Lakosság változása | Lakosság változása | Lakosság változása | Lakosság változása | Lakosság változása | Lakosság változása | Lakosság változása | Lakosság változása | Lakosság változása | Lakosság változása | Lakosság változása | Lakosság változása | Lakosság változása | Lakosság változása |
| ------------------ | ------------------ | ------------------ | ------------------ | ------------------ | ------------------ | ------------------ | ------------------ | ------------------ | ------------------ | ------------------ | ------------------ | ------------------ | ------------------ | ------------------ |
| 1857               | 1869               | 1880               | 1890               | 1900               | 1910               | 1921               | 1931               | 1948               | 1953               | 1961               | 1971               | 1981               | 1991               | 2001               |
| 244                | 227                | 236                | 324                | 409                | 500                | 471                | 539                | 538                | 557                | 526                | 431                | 383                | 307                | 295                |

## Nevezetességei
Szent Hubertus tiszteletére szentelt kápolnája a szőlőhegy és a erdő között fekszik, eredetileg a 17. században épült. A bisagi plébánia filiája.

## Külső hivatkozások
- Szentivánzelina község hivatalos oldala
- A bisagi Szent Mária Magdolna plébánia honlapja
- dr. Rudolf Horvat: A Zrínyi birtokok történetéből